# Hirtodrosophila baechlii
Hirtodrosophila baechlii är en tvåvingeart som först beskrevs av Bock 1982.  Hirtodrosophila baechlii ingår i släktet Hirtodrosophila och familjen daggflugor. Inga underarter finns listade i Catalogue of Life.